# رود تائوی
رود تائوی (روسی: Тауй) یک رودخانه در استان ماگادان کشور روسیه است.